# Jake West

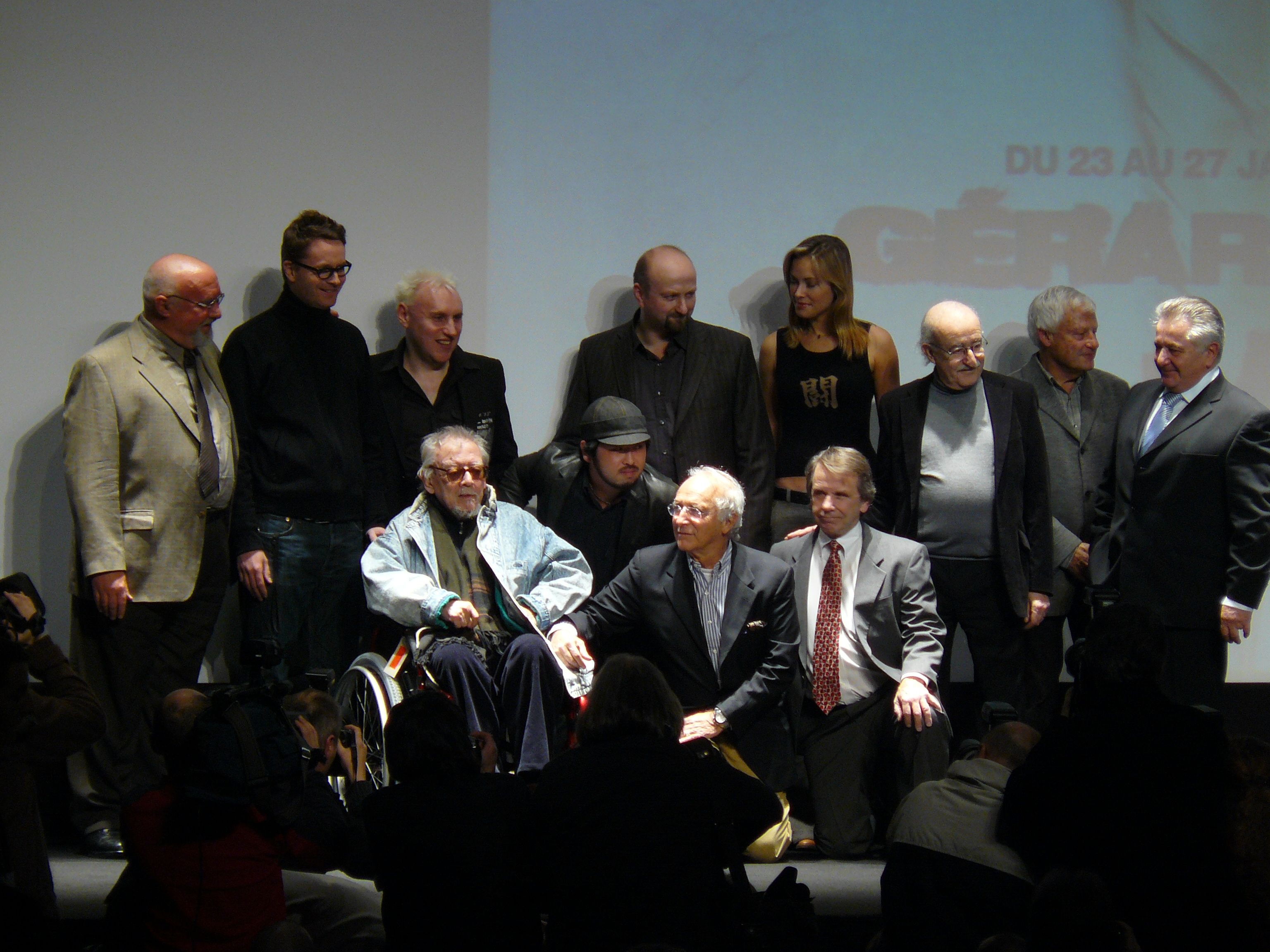
Da esquerda para a direita, 2ª linha: Stuart Gordon, Nicolas Winding Refn, Jake West, Neil Marshall, Kristanna Loken, Juraj Herz, Lionel Chouchan (fundador do festival), Pierre Sachot (presidente da associação Fantastic'Arts).

Jake West (Reino Unido, 1972) é um diretor de filmes de terror britânico.

## Filmografia
- Club Death (1994).
- Razor Blade Smile (1998).
- Evil Aliens (2005).
- Pumpkinhead: Ashes to Ashes (2006).
- Doghouse (2009).
- The Scribbler (2010).[1]

## Premiações
- Ganhou o prêmio Best B-Movie e Best B-Movie Director na premiação B-Movie Film Festival pelo filme Razor Blade Smile (1998).
- Ganhou o Grand Prize Video no festival Gérardmer Film Festival pelo filme Razor Blade Smile (1998).
- Ganhou uma menção honrosa pelo filme Razor Blade Smile no Sweden Fantastic Film Festival.